# Psila angustata
Psila angustata är en tvåvingeart som beskrevs av Cresson 1919. Psila angustata ingår i släktet Psila och familjen rotflugor. Inga underarter finns listade i Catalogue of Life.